# روب بيكويذ
روب بيكويذ (بالإنجليزية: Rob Beckwith)‏ هو لاعب كرة قدم بريطاني، ولد في 12 سبتمبر 1984 في حي هكني في لندن في المملكة المتحدة. لعب مع نادي بارنت ونادي تشيسترفيلد ونادي لوتون تاون.

## وصلات خارجية
- روب بيكويذ على موقع قاعدة بيانات كرة القدم.إي يو (الإنجليزية)
- روب بيكويذ على موقع Soccerbase.com (لاعب) (الإنجليزية)